# Daisuke Suzuki
Daisuke Suzuki (Tòquio, Japó, 29 de gener de 1990) és un futbolista japonès que disputà un partit amb la selecció del Japó.